# Oxalis engleriana
Oxalis engleriana är en harsyreväxtart som beskrevs av Schlechter. Oxalis engleriana ingår i släktet oxalisar, och familjen harsyreväxter. Inga underarter finns listade i Catalogue of Life.